# Södermanlands runinskrifter 205
Sö 205 är ett fragment av en vikingatida runsten av granit vid Överselö kyrka, Överselö socken och Strängnäs kommun i Södermanland. 
Återstående delen är mittpartiet av den ursprungliga stenen. Det är 90 cm högt, 100 cm brett och 35 cm tjockt, med rundad framsida. Runhöjden är 6–7 cm. Runstenen hittades 1844 under tröskeln i kyrkans sydvästra ingång, där den troligen legat sedan vapenhuset byggdes vid medeltidens slut. Stenen var då bruten i tre delar. Nu finns endast mittstycket kvar, medan de andra lades in i grundmuren när kyrkan byggdes till 1881-1882. Alla delar ritades dock av, varför hela texten ändå är känd.
Sö 205 står på kyrkogården till vänster om runstenarna Sö 377 och Sö 207.

## Inskriften

Runstenarna Sö 205, Sö 377 och Sö 207 utanför Överselö kyrka.

Translitterering av runraden:
[ikialr : auk : uisti ·  stainulfr · þaiʀ · raistu · s]tain · at · karl · faþ[ur · sin · auk · kilaum · at · boan]ta · sin · auk · ika · at · sun · si[n ·] (a)uk · irnkaiʀ · at · b[roþur · s(i)n · esbern · auk · tiþkumi · hiuku · runiʀ · arikaa : stkink ·]
Normalisering till runsvenska:
Ingialdr ok Viseti [ok] Stæinulfʀ þæiʀ ræistu stæin at Karl, faður sinn, ok Gillaug at boanda sinn ok Inga at sun sinn ok Ærngæiʀʀ at broður sinn. Æsbærn ok Tiðkumi hioggu runiʀ. Orøkia(?) stæindi(?).
Översättning till nusvenska:
Ingjald och Visäte och Stenulv, de reste stenen efter Karl, sin fader, och Gillög efter sin make och Inga efter sin son och Arnger efter sin broder. Asbjörn och Tidkume höggo runorna. (Orökja målade.)